# ベネズエラ危機
ベネズエラ危機（ベネズエラきき）とは、ベネズエラにおける経済危機のことを主に指す。

## 原因
チャベス政権が推し進め、マドゥロ政権が引き継いだ、国家介入型の経済政策の失敗にある。その失敗の原因は価格や為替レートの非現実的なレベルでの固定、外貨統制、企業や農地の接収などで、農業や製造業の投資を抑制させ、生産縮小を招いたためとされる。その他にも国内供給の不足分を輸入品に依存する構造ができあがっていたところに、石油価格の下落や産油量の縮小、対外債務の支払いなどで外貨不足が深刻化し輸入が困難になったことも原因としてあげられる。